# Lucía Loren
Lucía Loren Atienza (Madrid, 21 de mayo de 1973) es una artista española especializada en arte ambiental. Trabaja bajo el binomio de arte y ecología, impulsando procesos colaborativos y educativos, con el objetivo de hacer visible el vínculo del ser humano con la naturaleza. Ha realizado intervenciones artísticas en entornos naturales de España, Argentina, Portugal, Polonia, Suiza, Sáhara Occidental o Italia.

## Trayectoria
Se licenció en Bellas Artes en la Universidad Complutense de Madrid en la especialidad de escultura en 1997. En sus años de formación, y posteriormente, disfrutó de becas y premios que le permitieron desarrollar proyectos de investigación artística en la Accademia di Belle Arti de Bolonia, Italia, en 1997 y de nuevo en 2000, así como en la Facultad de Artes de la Universidad Nacional de Tucumán, Argentina, en 1999. En 2003 obtuvo el Premio Artes Plásticas de la Consejería Cultura y Deportes de la Comunidad de Madrid. Años después, varias residencias artísticas la llevarán a trabajar en Puebla de la Sierra (Madrid), Barcelona y Almería. 
Loren ha presentado propuestas plásticas en museos, espacios culturales y centros de arte contemporáneo como MUSAC, IVAM, Centro de arte Caja de Burgos (CAB), CDAN,  ACVIC, Centro cultural metropolitano Tecla Sala, Círculo de Bellas Artes, Museo de Arte Contemporáneo Esteban Vicente, Centro de arte La Panera, Centro Cultural Montehermoso Kulturunea, Matadero, La Casa Encendida, Museo Provincial Bellas Artes Timoteo Navarro de Tucumán, Jardín botánico de Bogotá o Palacio del Quintanar, así como en galerías como Ap Gallery (Galería de Arte y Paisaje) o Estampa.
Es profesora del Grado en Bellas Artes de la Universidad Nebrija desde 2015 y forma parte del Grupo Nebrija de Estudios Transversales en Creación Contemporánea ETCC.

## Selección de obras y exposiciones
Una de sus primeras creaciones, en las que ya manifiesta su compromiso medioambiental y el interés por la artesanía como modelo de relación respetuosa entre la cultura material y los recursos de cada territorio la llevó a cabo en 1999 en Tucumán, Argentina. Aislada en la Reserva experimental Horco Molle, aprendió la técnica de la cestería botánica, bajo la tutoría de la profesora de la Facultad de Artes de Tucumán Myriam Genisans y, con materiales que la propia naturaleza desechaba, elaboró unas cestas que enterró parcialmente en el río. Llamó a esta intervención, que era en sí misma un ciclo natural completo, Ocos.
De vuelta en España, continúa realizando intervenciones en la Naturaleza. En 2004 lo hace en Puebla de la Sierra (Madrid). Con el nombre de El bosque hueco la artista actúa rellenando los agujeros que se conforman en los troncos de robles y fresnos centenarios con una trama tejida con las ramas recogidas del entorno, evitando que la acumulación de hojas, agua y nieve acelere la putrefacción del árbol. Años después recogerá este proyecto en fotografía, instalación, dibujo y escultura a través de la exposición Habitar tu hueco (San Fernando de Henares, 2009). En Arqueología de la huerta, intervención encargada por el Museo de Arte Contemporáneo Esteban Vicente de Segovia en 2006, recuperó y convirtió unas ruinas abandonadas en huerta, colocando en ella cestas que representaban simbólicamente lo plantado. Tras la exposición, el espacio pasaba a ser sembrado por agricultores. Un año después, desarrolló Al hilo del paisaje en Santa Lucía de Ocón (La Rioja), un hito para la artista en la necesidad de generar una relación estrecha con las y los habitantes de los lugares donde interviene artísticamente y proceso en el que creó, de forma colaborativa, un ovillo gigante con trigo y cuerdas.
Presentó Madre Sal, una instalación que se complementa con fotografías y video, en 2008 en la exposición 'El busto es mío', iniciativa promovida en Parque de Esculturas “Lomos de Orios” de Villoslada (La Rioja). Son pechos de mujeres tallados en roca de sal que se ofrecen a los herbívoros. Comenzaba así un proceso que continuaba más allá de la instalación artística pues los animales, lamiéndolos, se fortalecían con el alimento y transformaban el paisaje. Madre Sal se instaló también en Territorios que importan. Género, arte y ecología CDAN, en 2018, compartiendo con cartel con artistas como Pilar Albarracín, Ana Mendieta, Cristina Lucas, Judy Chicago o Joseph Beuys y dos años después se presentó en la muestra colectiva En el nombre de la madre, en el nombre de la tierra, comisariada por Assumpta Bassas en el ACVIC, Centro de artes contemporáneas en la localidad catalana de Vich y en la que participaron otras artistas como Eulàlia Valldosera.
Con En la piel del paisaje, exposición realizada en la Sala Zabaleta del Campus Las Lagunillas (Universidad de Jaén) en 2009, mostró su preocupación por los procesos erosivos que están provocando una desertificación de los suelos a través de fotografía, dibujo de grafito y varias instalaciones de tierra y ramas. De ese mismo año es Artesanía de un surco, intervención implementada de nuevo en Puebla de la Sierra, en la que rellenó una cárcava con ramas de mimbre entrelazadas que contribuyen así a regenerar el suelo a la vez que fija su estructura.
El disfrute de la Residencia Campo Adentro en el 2011 le llevó al documental y produjo, junto a su pareja Juanma Valentín, Resistencia. En él presentaron experiencias de personas que decidieron salir de la ciudad para vivir en un pueblo, en este caso Puebla de la Sierra, y generar proyectos productivos sostenibles y comunitarios. Dos años después propuso en el Centro de Arte Contemporáneo Medioambiental ValdelArte de Valdelarco (Huelva) Deslinde, una acción participativa donde se utilizó la piedra seca para hacer un nudo de piedra con el que cuestionar la necesidad del ser humano de acotar y delimitar el paisaje.
En 2016 planteó Tierras en Trance en el Palacio Quintanar de Segovia, una exposición con la que denunciaba el problema de la desertización. Ese mismo año participó en el proyecto Biodivers (Carrícola, Valencia) con un enorme signo de interrogación generado a través de la siembra de caléndula y lavanda, plantas que mejoran los suelos y cuyas flores son útiles para la polinización y la artesanía local. Al año siguiente su pieza Api Sophia formó parte de HYBRIS Una posible aproximación ecoestética, exposición organizada por el MUSAC de León y comisariada por Blanca de la Torre que reflexiona sobre el arte como herramienta de abordaje de las problemáticas ecológicas actuales. Su interés por el cosido como forma de visibilizar las relaciones y conexiones que hacen posible la vida se plasma en una serie de instalaciones, fotografías y dibujos que presenta conjuntamente en la muestra Al hilo del paisaje, organizada entre febrero y marzo de 2018 en el Centro Fundación Caja Rioja-Bankia de Logroño.
En 2019 y en Suiza presentó Ombra, esfera de mimbre ubicada junto a un haya a la que sirve de protección ya que este tipo de árboles necesita sombra y para ello genera una trama de hojas que impiden el paso directo de la luz a la corteza. En 2020 desarrolló en el valle del Jerte, Cáceres, el proyecto Paredes del Cuidado, en el que un grupo de mujeres del valle construyeron un muro de forma colectiva a través de la técnica de la piedra seca.
Dentro de la iniciativa Muretes de arte, Loren realizó en 2021 la escultura Recantillo. Ubicada en la despoblada localidad oscense de Cheto, tiene forma troncocónica, habitual en esa zona pirenaica por la presencia de hitos o acumulaciones de piedras sagradas, y está realizada en técnica de piedra seca y rematada con palos de boj en la parte superior. La obra es un homenaje a los muretes de piedra seca que han sido reconocidos como Bien de interés cultural por el Gobierno de Aragón.En 2022 llevó a cabo el proyecto Around Pollinators en Washington,  creando un jardín de plantas autóctonas para convocar y dar alimento a la fauna local, mejorando sus hábitats, la biodiversidad y la calidad del aire. 
Con la exposición Producir mundo entre redes y marañas, que compartió entre septiembre y noviembre de 2023 con la artista Bárbara Fluxá en la Galería Lucía Mendoza de Madrid, trató de plasmar a través de instalaciones multidisciplinares la trama de interdependencias, entre la naturaleza y el ser humano, que hace posible la vida. Un año después, participó en Miranda de Duero (Portugal) en un proceso de creación colaborativa planteado con la intención de conectar el arte contemporáneo con la artesanía tradicional. Junto al artesano portugués Marcolino Augusto Fernandes, realizaron la pieza de mimbre Aguaderas que recuerda a esta forma, ya en desuso, de transportar los cántaros agua en los lomos de un animal desde la fuente hasta las casas.

## Premios y reconocimientos
- VIII Bienal Internacional de Arte Textil Contemporáneo WTA Madrid. Primer Premio Gran Formato Exterior (2019).[25]
- Premio Joven Latinarte. Accésit Escultura. Madrid (2005).
- Premios Arte Joven. Tercer Premio de Escultura y finalista de Fotografía. La Latina, Madrid (1997).
- Concurso de Artes Plásticas. Primer Premio Tapices. Majadahonda (1998).
- Certamen de Jóvenes Creadores de la Comunidad de Madrid. Segundo Premio de Fotografía (1998).